# Щепин, Василий Викторович
Васи́лий Ви́кторович Ще́пин (13 июня 1950, Молотов — 18 февраля 2007, Пермь) — советский и российский химик, соросовский доцент (1996), доктор химических наук (1996), профессор (1997), заведующий лабораторией элементоорганических соединений Естественнонаучного института (1998–2003), зав. кафедрой органической химии Пермского университета (1998–2007).
Специалист по синтезу органических соединений с использованием интермедиатов магния, цинка, кремния; синтезировал более тысячи неизвестных органических производных, проявляющих широкий спектр биологически активных свойств. Владелец 34 авторских свидетельств по теме.

## Биография
В 1972 году окончил химический факультет Пермского университета.
В 1975 окончил аспирантуру, а в 1977 защитил кандидатскую диссертацию «Исследование реакции галогенмагнийалкоксикарбинолятов с хлорангидридами моно- и дикарбоновых кислот».
В 1976—1978 годах — научный сотрудник лаборатории радиоспектроскопии Естественнонаучного института при Пермском университете.
В 1979-1988 — ассистент, в 1989-1996 — доцент кафедры органической химии Пермского университета.
В 1996 году защитил докторскую диссертацию «Синтез и реакции галогеносодержащих цинк-, кремний-енолятов с электрофильными реагентами». С 1996 года — соросовский доцент, с 1997 года — профессор.
С 1998 с 2003 годы — заведующий лабораторией элементоорганических соединений Естественнонаучного института ПГУ.
С 1998 по 2007 годы — заведующий кафедрой органической химии Пермского университета.
Супруга — Надежда Евгеньевна, радиохимик, дочь профессора Е. Ф. Журавлёва.

## Научная и учебная деятельность
Им опубликованы учебные пособия по курсу «Органическая химия» в 2-х частях, а также учебные пособия по спецкурсам «Перегруппировки органических молекул» и  «Органическая химия: контрольные задания для самостоятельной работы студентов».
Область научных интересов — синтез органических соединений с использованием  интермедиатов магния, цинка, кремния. Было синтезировано более тысячи неизвестных органических производных, проявляющих широкий спектр биологически активных свойств. Оригинальное направление реакции через металл-еноляты раскрыло новые возможности для получения различных классов органических веществ. Применение необычных методов квантово-химических расчетов, а также анализ двухмерных спектров ЯМР позволили с уверенностью доказать структуры синтезированных соединений и предложить механизмы протекающих превращений.
Один из лидеров научного направления "Развитие методов направленного синтеза сложных органических молекул на основе пятичленных диоксогетероциклов и поликарбонильных соединений, металлорганических интермедиатов" в ПГНИУ.
Являлся научным руководителем лаборатории элементоорганических соединений Естественнонаучного института, председателем специализированного совета по защите кандидатских и докторских диссертаций.
Опубликовал 259 статей в ведущих российских и международных химических журналах. Им получено 34 авторских свидетельства СССР. Под его руководством защищено 9 кандидатских диссертаций.

## Научные публикации

### Учебники и учебные пособия
- Щепин В. В., Красовицкая М. Л., Кулеш Т. А., Дмитриев М. Т. Методические рекомендации по гигиенической оценке процессов трансформации химических веществ в атмосферном воздухе. М., 1988.
- Методические рекомендации по спецкурсу «Химия элементоорганических соединений. Цинкорганические соединения». Пермь, 1989.
- Щепин В. В., Фотин В. В. Методические рекомендации по спецкурсу «Химия элементоорганических соединений. Реакция Реформатского». Пермь, 1990.
- Щепин В. В., Дормидонтов Ю. П., Рыбакова М. Н., Южакова Г. А., Кириллов Н. Ф. Органическая химия. Методические указания. Пермь, 1995.
- Щепин В. В., Дормидонтов Ю.П., Кириллов Н. Ф., Косвинцева Л. С., Павлов П. Т., Посягина Е. Ю., Шуров С. Н. Органическая химия. Контрольные задания для самостоятельной работы студентов. Пермь, 1998.
- Щепин В. В. Перегруппировки органических молекул. Учебное пособие. Пермь: Изд-во Перм. ун-та, 1998. 76 с.
- Дормидонтов Ю. П., Кириллов Н. Ф., Косвинцева Л. С., Щепин В. В. и др. Органическая химия: контрольные задания для самостоятельной работы студентов. Пермь, 1998.
- Щепин В. В. Органическая химия, краткий курс. Учебное пособие. Перм. ун-т. Пермь. 2006. Ч. 1. 147 с. ISBN 5-7944-0651-8.
- Щепин В. В. Органическая химия, краткий курс. Учебное пособие. Перм. ун-т. Пермь. 2007. Ч. 2. 2007. ISBN 5-7944-0864-2.

См. учебник В. В. Щепина "Органическая химия: краткий курс.", 2007  часть 1, часть 2 на twirpx.com file/1517055/ и file/1689570/.

### Статьи
1. Щепин В. В., Лапкин И. И., Рыбакова М. Н. Синтез сложных эфиров a,b-непредельных a-этоксалилоксикислот // Журнал органической химии. 1975. № 5.
2. Щепин В. В., Лапкин И. И., Рыбакова М. Н. Взаимодействие галогенмагнийалкоксикарбинолятов с оксалилхлоридом // Журнал органической химии. 1975. № 9.
3. Щепин В. В., Лапкин И. И., Рыбакова М. Н. Реакции хлорангидридов дикарбоновых кислот с галогенмагнийалкоголятами сложных эфиров a-алкокси-a-оксикислот (статья) // Журнал органической химии. 1975. № 11.
4. Щепин В. В., Кюнцель И. А., Мокеева В. А., Сойфер Г. Б. Влияние динамики молекулярных фрагментов на ядерный квадрупольный резонанс Cl в кристаллических CCl3(OCOCH2Cl)OR (статья) // Журнал структурной химии. 1976. № 1.
5. Щепин В. В., Лапкин И. И., Прошутинский В. И., Гартман Г. А. Исследование замещенных виниловых эфиров моно- и дикарбоновых кислот методом ПМР // Журнал структурной химии. 1976. № 6.
6. Щепин В. В., Лапкин И. И. Синтез b,b-дихлорвинилоксисиланов (статья) // Журнал общей химии. 1981. Вып. 10.
7. Щепин В. В., Лапкин И. И. Взаимодействие хлораля с цинком и магнием в присутствии хлорангидридов алифатических кислот (статья) // Журнал органической химии. 1981. № 8.
8. Щепин В. В., Русских Н. Ю., Лапкин И. И. Реакции азометинов, полученных из хлораля, с цинком и хлорангидридами алифатических кислот (статья) // Журнал органической химии. 1982. № 3.
9. Щепин В. В., Кюнцель И. А., Русских Н. Ю. Ядерный квадрупольный резонанс хлора в симметричных и несимметричных аминалях хлораля (статья) // Журнал химической физики. 1984. Т. 58. № 10.
10. Щепин В. В., Кюнцель В. А., Сойфер Г. Б. Ядерный квадрупольный резонанс хлора-35 b,b-дихлорвиниловых эфиров кислот (статья) // Журнал Всесоюзного химического общества им. Д. И. Менделеева. 1984. № 29.
11. Щепин В. В., Ануфриева Т. А. Исследование реакции алкиловых эфиров 2-(2,2,2-трихлорэтилиден)-3-оксобутановой кислоты и 3-(2,2,2-трихлорэтилиден)-2,4-пентандиона с цинком в присутствии моно- и дихлоралкилсиланов (статья) // Журнал органической химии. 1985. № 10.
12. Щепин В. В., Ельшин И. В., Лапкин И. И. Исследование реакции этилового эфира 2(2,2,2-трихлорэтилиден)-3-оксобутановой кислоты с цинком и хлорангидридами кислот (статья) // Журнал органической химии. 1986. № 4.
13. Щепин В. В., Горбунов А. А. Изучение реакции трихлорэтилиденовых производных эфира ацетоуксусной кислоты и ацетилацетона с цинком в присутствии a-хлорэфиров (статья) // Журнал органической химии. 1986. № 1.
14. Щепин В. В., Родыгин А. С., Гартман Г. А. Реакция 3(2,2,2-трихлорэтилиден)-2,4-пентандиона с цинком и хлорангидридами кислот (статья) // Журнал органической химии. 1986. № 6.
15. Щепин В. В., Русских Н. Ю., Лапкин И. И. Синтез и строение 4,4-дихлор-2-метил-1-ацилокси-1,3-бутадиенов (статья) // Журнал органической химии. 1986. № 7.
16. Щепин В. В., Русских Н. Ю., Лапкин И. И. Синтез алкил(4,4-дихлор-2-метил-1,3-бутадиенилокси)силанов (статья) // Журнал общей химии. 1986. № 4.
17. Щепин В. В., Кюнцель И. А., Русских Н. Ю. Спектры ЯКР 35Cl Е-4,4-дихлор-2-метил-1-ацилокси-1,3-бутадиенов (статья) // Журнал физической химии. 1986. № 6.
18. Щепин В. В., Русских Н. Ю., Лапкин И. И. Реакции галогенсодержащих О-силилированных енолятов. I. Взаимодействие триметил(b,b-дихлорвинилокси)силана с a-хлорэфирами в присутствии хлорида цинка (статья) // Журнал общей химии. 1986. № 11.
19. Щепин В. В., Родыгин А. С., Лапкин И. И. Синтез диалкиловых эфиров 2(2,2,-дихлорвинил)-2-алкоксиметилмалоновой кислоты (статья) // Журнал Всесоюзного химического общества им. Д. И. Менделеева. 1986. № 4.
20. Щепин В. В., Русских Н. Ю., Лапкин И. И. Синтез алкил(4,4-дихлор-1-метил-1,3-бутадиенилокси)силанов // Журнал общей химии. 1986. № 11.
21. Щепин В. В., Русских Н. Ю., Лапкин И. И., Кюнцель И. А. Реакции полигалогенофункциональных соединений с металлами и электрофильными реагентами. I. Реакции хлораля с цинком в присутствии a-хлорэфиров (статья) // Журнал органической химии. 1987. № 3.
22. Щепин В. В., Русских Н. Ю., Новосёлова Е. В., Лапкин И. И., Гартман Г. А. Реакции полигалогенофункциональных соединений с металлами и электрофильными реагентами. II. Реакция g,g,g-трихлор-a,b-непредельных кетонов с цинком и хлорангидридами кислот (статья) // Журнал органической химии. 1987. № 3.
23. Щепин В. В., Русских Н. Ю., Лапкин И. И. Реакции галогенсодержащих О-силилированных енолятов. II. Взаимодействие триметил(4,4-дихлор-2-метил-1,3-бутадиенилокси)силана с a-хлорэфирами и хлорангидридами кислот (статья) // Журнал общей химии. 1987. № 1.
24. Щепин В. В., Русских Н. Ю., Лапкин И. И., Рыбакова М. Н. Реакции галогенсодержащих О-силилированных енолятов. III. Реакции триметил(2,2-дихлор-1-фенилвинилокси)- и триметил(4,4-дихлор-1-метил-1,3-бутадиенилокси)силанов с a-хлорэфирами и хлорангидридами кислот (статья) // Журнал общей химии. 1987. № 3.
25. Щепин В. В., Русских Н. Ю., Гафиева Л. З., Лапкин И. И. Реакции полигалогенофункциональных соединений с металлами и электрофильными реагентами. III. Реакция 4,4,4-трихлор-2-метил-2-бутеналя с цинком и a-хлорэфирами (статья) // Журнал органической химии. 1987. № 5.
26. Щепин В. В., Родыгин А. С., Кулеш И. А., Лапкин И. И. Реакции полигалогенофункциональных соединений с металлами и электрофильными реагентами. IV. Реакция трихлорэтилиденовых производных эфиров малоновой и циануксусной с цинком и хлорангидридами кислот // Журнал органической химии. 1987. № 5.
27. Щепин В. В., Русских Н. Ю., Рыбакова М. Н., Лапкин И. И., Петухова И. Ю. Реакции полигалогенофункциональных соединений с металлами и электрофильными реагентами. V. Реакция трихлорацетофенона с цинком и электрофильными реагентами // Журнал органической химии. 1987. № 5.
28. Щепин В. В., Щепина Н. Е., Нефедов В. Д., Торопова М. А., Аврорин В. В., Журавлёв В. Е. Ядерно-химический синтез смешанных метилфенилзамещенных ониевых производных фосфора, меченных тритием (статья) // Радиохимия. 1987.
29. Щепин В. В., Родыгин А. С., Лапкин И. И. Реакции полигалогенофункциональных соединений с металлами и электрофильными реагентами. VI. Реакция 2,2,2-трихлорэтилиденовых производных b-дикарбонильных соединений с цинком и a-хлорсульфидами (статья) // Журнал органической химии. 1987. № 7.
30. Щепин В. В., Русских Н. Ю., Лапкин И. И. Реакции полигалогенофункциональных соединений с металлами и электрофильными реагентами. VII. Реакция бромаля с цинком в присутствии хлорангидридов кислот или a-хлорэфирами (статья) // Журнал органической химии. 1987. № 7.
31. Щепин В. В., Гартман Г. А. Синтез диалкиловых эфиров 1-триметилсилилокси-2-хлор-(2,2-дихлор)алкилфосфоновой кислоты (статья) // Журнал общей химии. 1987. № 9.
32. Щепин В. В., Левина И. Г. Синтез 2,2-дихлор-3-алкилтиопропаналей (статья) // Журнал Всесоюзного химического общества им. Д. И. Менделеева. 1987. № 4.
33. Щепин В. В., Русских Н. Ю., Родыгин А. С., Кюнцель И. А. Исследование g,g,g-трихлор-a,b-непредельных карбонильных соединений методом ЯКР 35Cl (статья) // Журнал физической химии. 1987. № 9.
34. Щепин В. В., Родыгин А. С., Лапкин И. И. Синтез этиловых эфиров алкоксиметил- и алкилтиометил-2,2-дихлорвинилциануксусных кислот (статья) // Известия ВУЗов. Хим. и хим. технология. 1987. № 7.
35. Щепин В. В., Родыгин А. С., Лапкин И. И., Дьякова И. Г. Реакции полигалогенофункциональных соединений с металлами и электрофильными реагентами. VIII. Реакция трихлорэтилиденовых производных b-дикарбонильных соединений с цинком и хлорметиловыми эфирами или хлорамидами кислот (статья) // Журнал органической химии. 1988. № 2.
36. Щепин В. В., Фотин В. В., Синани С. В., Мустафаева Г. В. Реакции полигалогенофункциональных соединений с металлами и электрофильными реагентами. IX. Реакция дихлорированных альдегидов с цинком и хлорангидридами кислот (статья) // Журнал органической химии. 1988. № 2.
37. Щепин В. В., Петухов С. А., Русских Н. Ю. Спектры ЯКР 79Br 2,2-дибромвиниловых эфиров кислот (статья) // Журнал физической химии. 1988. № 3.
38. Щепин В. В., Фотин В. В., Русских Н. Ю., Викентьева А. Н., Синани С. В. Реакции полигалогенофункциональных соединений с металлами и электрофильными реагентами. Х. Реакции азометинов, полученных из 2-хлор- и 2,2-дихлор(дибром)алканалей с цинком и хлорангидридами кислот (статья) // Журнал органической химии. 1989. № 4.
39. Щепин В. В., Родыгин А. С., Фастова В. А. Реакции полигалогенофункциональных соединений с металлами и электрофильными реагентами. XI. Реакции 2,2-дихлоралкилиденовых производных b-дикарбонильных соединений и их аналогов с цинком и электрофильными реагентами (статья) // Журнал органической химии. 1989. № 4.
40. Щепин В. В., Северова Т. В., Русских Н. Ю., Фотин В. В. Реакции галогенсодержащих О-силилированных енолятов. V. Синтез и реакции 2-хлор(бром)алкенилоксиорганосиланов с электрофильными реагентами (статья) // Журнал общей химии. 1989. № 8.
41. Щепин В. В., Нефедов В. Д., Торопова М. А., Щепина Н. Е., Аврорин В. В. Ядерно-химический синтез и сравнительные характеристики элементоорганических соединений (статья) // Радиохимия. 1989. № 5.
42. Щепин В. В., Петухова И. Ю., Недугов А. Н. Синтез новых галогенсерусодержащих кетонов – 1-арил-2-арилтио-2,2-дихлорэтанонов // Журнал органической химии. 1990. № 3.
43. Щепин В. В., Родыгин А. С., Гладкова Г. Е. Относительная реакционная способность хлорсодержащих алкилиденовых производных b-дикарбонильных соединений по отношению к цинку (статья) // Металлоорганическая химия. 1990. № 4.
44. Щепин В. В., Гладкова Г. Е., Нейфельд П. Г. Реакции полигалогенофункциональных соединений с металлами и электрофильными реагентами. XII. Изучение взаимодействия геминальных a,a-дихлор-, -дибром-, a,a-бромхлорзамещенных кетонов с цинком и хлорангидридами кислот (статья) // Журнал органической химии. 1990. № 11.
45. Щепин В. В., Новосёлова М. Н., Петухова И. Ю., Гладкова Г. Е. Синтез и некоторые реакции 1,2,2-трихлорвинилокситриметилсилана (статья) // Журнал общей химии. 1990. № 12.
46. Щепин В. В., Русских Н. Ю., Петухова И. Ю. Реакции галогенсодержащих О-силилированных енолятов. VI. Галогенирование галогенсодержащих О‑силилированных енолятов (статья) // Журнал общей химии. 1991. № 11.
47. Щепин В. В., Котельников А. Г., Гладкова Г. Е. Реакции полигалогенофункциональных соединений с металлами и электрофильными реагентами. XIII. Реакция галогензамещенных a-кетоэфиров с цинком и хлорангидридами кислот (статья) // Журнал органической химии. 1991. № 2.
48. Щепин В. В., Родыгин А. С., Перциков Б. З. Особенности электронного и пространственного строения g,g,g-трихлор-a,b-непредельных карбонильных соединений по данным ЯМР 13С (статья) // Журнал органической химии. 1991. № 2.
49. Щепин В. В., Родыгин А. С., Баландина М. И. Реакция Реформатского с участием диэтилового эфира 2(2-хлор-2-метилпропилиден)малоновой кислоты. Анализ продуктов методом ПМР спектроскопии (статья) // Журнал органической химии. 1991. № 10.
50. Щепин В. В., Русских Н. Ю., Гладкова Г. Е. Реакция 2,2-дигалогенпинаколинов с цинком и карбонильными соединениями (статья) // Журнал органической химии. 1991. № 9.
51. Щепин В. В., Чуприкова Т. Ю., Петухова И. Ю. 2,2-Дихлор-2-арилтиоэтанали в реакции Реформатского (статья) // Журнал органической химии. 1991. № 8.
52. Щепин В. В., Фешин В. П., Полыгалова Г. А., Сапожников Ю. Е. Пространственное распределение электронной плотности атомов хлора в молекулах ряда CCl2=CHOCOR по данным ЯКР 35Cl (статья) // Журнал общей химии. 1991. № 8.
53. Щепин В. В., Новосёлова М. Н., Гладкова Г. Е., Чуприкова Т. Ю., Ефремов Д. И. Реакции хлорангидридов трихлор- или трибромуксусной кислоты с цинком и электрофильными реагентами (статья) // Журнал органической химии. 1992. № 4.
54. Щепин В. В., Гладкова Г. Е., Русских Н. Ю. Реакции полигалогенофункциональных соединений с металлами и электрофильными реагентами. XVI. Изучение химического поведения a,a-дибромкетонов в реакции Реформатского (статья) // Журнал органической химии. 1992. № 6.
55. Щепин В. В., Ефремов Д. И., Родыгин А. С. Хлорангидриды a,a-диметил-b-оксокислот (статья) // Журнал органической химии. 1992. № 3.
56. Щепин В. В., Фешин В. П., Полыгалова Г. А., Ефремов Д. И. Взаимодействие атомов в молекулах ряда ClXC=CX¢X² по данным спектроскопии ЯКР (статья) // Журнал общей химии. 1992. № 6.
57. Щепин В. В., Фешин В. П., Петухова И. Ю., Гордеев А. Д., Сойфер Г. Б. Спектры ЯКР хлора-35 соединений ряда 4-XC6H4ЭCCl2COC6H4-Y-4 (Э = S, Se) // Журнал общей химии. 1992. № 5.
58. Щепин В. В., Гладкова Г. Е., Майоров А. В., Ефремов Д. И. Реакции полигалогенофункциональных соединений с металлами и электрофильными реагентами. XVII. Изучение реакций этиловых эфиров 4,4-дибром-2,2-диметил-3-оксоалкановых кислот с цинком и альдегидами (статья) // Журнал органической химии. 1992. № 10.
59. Щепин В. В., Фешин В. П., Сапожников Ю. Е., Петухова И. Ю., Гордеев А. Д., Сойфер Г. Б. Spatial electron density distribution of chlorine atoms in molecules of the series 4-XC6H4MCCl2C(O)C6H5 (X = S, Se) (статья) // Z. Naturforsch. 1992. Bd. 47a.
60. Щепин В. В., Петухова И. Ю., Русских Н. Ю. Реакции галогенсодержащих О-силилированных енолятов. VIII. Реакции хлорсодержащих О-силилированных диенолятов с сульфенилхлоридами (статья) // Журнал общей химии. 1992. № 6.
61. Щепин В. В., Русских Н. Ю., Родыгин А. С., Гладкова Г. Е. Реакции полигалогенопроизводных, содержащих электроноакцепторные группы, с цинком и электрофильными реагентами (статья) // Химический журнал уральских университетов. 1992. № 1.
62. Щепин В. В., Гладкова Г. Е., Русских Н. Ю., Майоров А. В., Ефремов Д. И. Реакция Реформатского с участием геминальных дибромсодержащих соединений (статья) // Химический журнал уральских университетов. 1992. № 1.
63. Щепин В. В., Русских Н. Ю., Петухова И. Ю. Реакции галогенсодержащих алкенил- и дивинилоксисиланов (статья) // Химический журнал уральских университетов. 1992. № 1.
64. Щепин В. В., Ефремов Д. И., Родыгин А. С. Изучение реакции хлорангидридов a-галогензамещенных кислот с цинком и электрофильными реагентами (статья) // Химический журнал уральских университетов. 1992. № 1.
65. Щепин В. В., Гладкова Г. Е., Русских Н. Ю. The new modification of the Reformatsky reaction (тезисы) // XVth International Conference on Organometallic Chemistry. Warsaw. 1992.
66. Щепин В. В., Майоров А. В., Гладкова Г. Е., Ефремов Д. И. Ethyl 4,4-dibromo-2,2-dimethyl-3-oxoalkanoates in the Reformatsky reaction (тезисы) // XVth International Conference on Organometallic Chemistry. Warsaw. 1992.
67. Щепин В. В., Ефремов Д. И. Trihaloacethyl chlorides in the Reformatsky reaction (тезисы) // XVth International Conference on Organometallic Chemistry. Warsaw. 1992.
68. Щепин В. В., Петухова И. Ю., Вахрин М. И. Реакция винилоксисиланов с арилселенилхлоридами (статья) // Металлоорганическая химия. 1993. № 3.
69. Щепин В. В., Гладкова Г. Е. Реакции полигалогенофункциональных соединений с металлами и электрофильными реагентами. XVIII. Особенности химического поведения этиловых эфиров некоторых 4-бром- и 4,4-дибром-2,2-диметил-3-оксоалкановых кислот в реакциях Реформатского (статья) // Журнал органической химии. 1993. № 3.
70. Щепин В. В., Гладкова Г. Е., Майоров А. В. Ацилирование хлорацилами цинк- и кремнийенолятов, полученных из эфиров g-галогензамещенных a,a-диметил-b-оксоалкановых кислот (статья) // Журнал общей химии. 1993. № 1.
71. Щепин В. В., Ефремов Д. И., Русских Н. Ю. Реакции полигалогенофункциональных соединений с металлами и электрофильными реагентами. XIX. Реакция эфиров трихлоруксусной кислоты с цинком и хлорацилами (статья) // Журнал органической химии. 1993. № 3.
72. Щепин В. В., Гладкова Г. Е., Семёнова А. В. Алкоксиметилирование a-хлорированными эфирами цинк- и кремнийенолятов, полученных из a,a-дигалогенкетонов (статья) // Журнал общей химии. 1993 № 5.
73. Щепин В. В., Гладкова Г. Е., Гесс И. Б. Реакции полигалогенофункциональных соединений с металлами и электрофильными реагентами. XX. Изучение реакции этиловых эфиров 4,4-дигалоген-2,2-диметил-3-оксоалкановых кислот с цинком и a-хлорированными эфирами (статья) // Журнал органической химии. 1993. № 3.
74. Щепин В. В., Ефремов Д. И., Русских Н. Ю., Гордеев А. Д., Сойфер Г. Б. Спектры ЯКР 35Cl карбонилсодержащих органических соединений с трихлорметильной группой (статья) // Журнал физической химии. 1993. № 1.
75. Щепин В. В., Ефремов Д. И., Десятков Д. А. Реакции галогенсодержащих О-силилированных енолятов. IX. Синтез 2,2-дихлор-1-фенилтио-1-ацилоксиэтенов (статья) // Журнал органической химии. 1993. № 2.
76. Щепин В. В., Ефремов Д. И., Десятков Д. А. Синтез и некоторые реакции 2,2-дихлор-1-арилтио-1-триметилсилилоксиэтенов (статья) // Журнал общей химии. 1993. № 6.
77. Щепин В. В., Ефремов Д. И., Десятков Д. А., Гордеев А. Д., Сойфер Г. Б. Спектры ЯКР 35Cl и электронные эффекты в карбонилсодержащих органических соединениях с трихлорметильной группой (статья) // Журнал общей химии. 1993. № 7.
78. Щепин В. В., Фешин В. П., Сапожников Ю. Е., Петухова И. Ю., Гордеев А. Д., Сойфер Г. Б. Spatial electron density distribution of chlorine atoms in molecules of the series 4-XC6H4MCCl2C(O)C6H5 (M = S, Se) (тезисы) // XII International Symposium on Nuclear Quadrupole Resonance. Zürich (Switzerland). 1993. Abstracte 011.
79. Щепин В. В., Русских Н. Ю., Десятков Д. А. 1,4-Ди(трихлор)ацетилбензол в реакции Реформатского (статья) // Журнал органической химии. 1993. № 11.
80. Щепин В. В., Ефремов Д. И. Реакции полигалогенофункциональных соединений с металлами и электрофильными реагентами. XXI. Изучение химического поведения a‑(2,2,2-трихлорэтилиден)ацетамида в реакциях с цинком и электрофильными реагентами. Оценка реакционного способности цинковых интермедиатов по данным квантово-химического метода МПДП (статья) // Журнал органической химии. 1993. № 11.
81. Щепин В. В., Гордеев А. Д., Кюнцель И. А., Мокеева В. А., Сойфер Г. Б. Исследование методом ЯКР 35Cl реориентационного движения группы CCl3 в карбонилсодержащих производных 3,3,3-трихлорпропена (статья) // Журнал структурной химии. 1994. № 2.
82. Щепин В. В., Русских Н. Ю., Десятков Д. А. Реакции цинк- и кремний-енолятов, полученных из 4,4-ди(2-бромизобутирил)дифенилового эфира, с электрофильными реагентами (статья) // Журнал общей химии. 1994. № 2.
83. Щепин В. В., Ефремов Д. И., Десятков Д. А. Цинкоорганический синтез новых гем-дигалогенфункциональных ацилокси- и триметилсилилоксиэтенов (статья) // Журнал органической химии. 1994. № 9.
84. Щепин В. В., Гордеев А. Д., Ефремов Д. И., Сойфер Г. Б. Cl NQR spectra and intramolecular interactions in compounds of the series CCl3C(O)R (тезисы) // EUCMOS XXII 22nd European Congress Molecular Spectroscopy. Essen (Germany). 1994.
85. Щепин В. В., Ефремов Д. И. Реакции полигалогенофункциональных соединений с металлами и электрофильными реагентами. XXII. Реакции ангидрида трихлоруксусной кислоты или смешанных ангидридов трихлоруксусной кислоты и алифатических кислот с цинком и хлорацилами (статья) // Журнал органической химии. 1994. № 3.
86. Щепин В. В., Ефремов Д. И., Петухов С. А., Русских Н. Ю. Спектры ЯКР 79Br и электронные эффекты в бромзамещенных карбонилсодержащих органических соединениях (статья) // Журнал общей химии. 1995. № 1.
87. Щепин В. В., Русских Н. Ю., Петухова И. Ю., Гладкова Г. Е. Спектры ЯМР 13С, 17О, 29Si алкенил- и дивинилоксисиланов (статья) // Журнал общей химии. 1995. № 7.
88. Щепин В. В., Ефремов Д. И., Гладкова Г. Е., Шевченко П. А. Квантово-химический анализ геометрии и электронного состояния енолят-анионов методом МПДП (статья) // Химический журнал уральских университетов. Пермь. 1995. № 2.
89. Щепин В. В., Ефремов Д. И., Майоров А. В., Петухова И. Ю. Изучение структуры и электронного состояния винил- и алкенилоксисиланов квантово-химическим методом МПДП (статья) // Химический журнал уральских университетов. Пермь. 1995. № 2.
90. Щепин В. В., Гладкова Г. Е. Синтез 3,3,5,5-тетраметил-6-R-2,3,5,6-тетрагидро-2,4-пирандионов реакцией Реформатского (статья) // Журнал органической химии. 1995. № 7.
91. Щепин В. В., Гордеев А. Д., Ефремов Д. И., Сойфер Г. Б. Молекулярное строение трихлорацетилгалогенидов и трихлорацетальдегидов по данным квантово-химических расчетов и спектров ЯКР 35Cl (статья) // Журнал структурной химии. 1996. № 3.
92. Щепин В. В., Майоров А. В. Исследование относительной реакционной способности галогеносодержащих функциональных соединений по отношению к цинку (статья) // Журнал общей химии. 1996. № 12.
93. Горбунов А. А., Фатыхова Ю. Х., Щепин В. В. Изучение реакций цинк-енолятов, полученных из трихлорэтилиденовых производных b-дикарбонильных соединений с галогенами // Журнал органической химии. 1998. Т. 34. Вып. 6. С. 940–941.
94. Фотин В. В., Щепин В. В., Фотин Д. В., Вахрин М. И. Изучение реакции сложных эфиров a-бромзамещенных кислот с цинком и хлорангидридами кислот в присутствии диоксана // Журнал органической химии. 1999. Т. 35. Вып. 9. С. 1310–1313.
95. Щепин В. В., Литвинов Д. Н., Русских Н. Ю., Вахрин М. И. Изучение реакции этилового эфира 4-бром-2,2-диэтил-3-оксобутановой кислоты с цинком и альдегидами // Журнал органической химии. 2000. Т. 36. Вып. 2. С. 192–194.
96. Щепин В. В., Сажнева Ю. Х., Русских Н. Ю., Литвинов Д. Н. Изучение взаимодействия этилового эфира 2,4-дибром-2,4-диметил-3-оксопентановой кислоты с цинком и альдегидами // Журнал органической химии. 2000. Т. 36. Вып. 6. С. 8080–8100.
97. Кириллов Н. Ф., Щепин В. В., Литвинов Д. Н. Синтез 3-R-4,4-диметил-2-оксаспиро[5.5]ундекан-1,5-дионов // Журнал органической химии. 2000. Т. 36. Вып. 7. С. 1010–1012.
98. Щепин В. В., Сажнева Ю. Х., Кириллов Н. Ф., Русских Н. Ю., Литвинов Д. Н. Синтез 3-алкоксикарбонил-3,5,5-триметил-6-R-2,3,5,6-тетрагидро-2,4-пирандионов реакцией Реформатского // Журнал органической химии. 2000. Т. 36. Вып. 8. С. 1156–1159.
99. Щепин В. В., Кириллов Н. Ф. Синтез 3-арил-4,4-диметил-2-оксоспиро[5.5]ундекан-1,5-дионов реакцией Реформатского // Химия гетероциклических соединений. 2000. № 9. С. 1273.
100. Алиев З. Г., Щепин В. В., Скотт Б. Льюис, Щепин Р. В., Атовмян Л. О. Синтез и кристаллическая структура диметилового эфира 2-бензоил-3-фенил-2-этилциклопропандикарбоновой кислоты // Известия Академии наук. Серия "Химия". 2000. № 12. С. 2107–2109.
101. Aliev Z.G., Shchepin V.V., Lewis S.B., Shchepin R.V., Atovmyan L.O. Synthesis and crystal structure of dimethyl 2-benzoyl-2-ethyl-3-phenylcyclopropane-1,1-dicarboxylate // Russ. Chem. Bull. 2000. Vol. 49. № 12. P. 2072–2073.
102. Кириллов Н. Ф., Щепин В. В. Синтез 5-арил-2,2-диметил-4-оксаспиро[5.5]ундекан-1,3-дионов реакцией Реформатского // Журнал органической химии. 2001. Т. 37. Вып. 8. С. 858–860.
103. Кириллов Н. Ф., Щепин В. В. Синтез 16-арил-1,5-оксаспиро[5.1.5.3]гексадекан-7,14-дионов реакцией Реформатского // Журнал органической химии. 2001. Т. 37. Вып. 9. С. 1290–1291.
104. Щепин В. В., Сажнева Ю. Х., Русских Н. Ю., Вахрин М. И. Алкилирование натрий-енолятов, полученных из 6-арил-3,5,5-триметил-2,3,5,6-тетрагидропиран-2,4-дионов, замещенными фенацилбромидами // Журнал органической химии. 2001. Т. 37. Вып. 10. С. 1580–1581.
105. Щепин В. В., Трясцин А. А., Щепин Р. В., Калюжный М. М., Скотт Б. Льюис. Синтез диалкиловых эфиров 2-ароил-3-R-2-этилциклопропан-1,1-дикарбоновой кислоты реакцией Реформатского // Журнал органической химии. 2001. Т. 37. Вып. 11. С. 1669–1672.
106. Щепин В. В., Корзун А. Е., Сажнева Ю. Х., Недугов А. Н. Синтез 6-ароил-3,3,5,5-тетраметил-2,3,5,6-тетрагидропиран-2,4-дионов реакцией Реформатского // Химия гетероциклических соединений. 2001. № 3. С. 402.
107. Щепин В. В., Фотин Д. В., Недугов А. Н., Фотин В. В., Вахрин М. И. Синтез 1-арил-4,4,8,8-тетраметил-2,6-диоксабицикло[3.3.0]октан-3,7-дионов // Химия гетероциклических соединений. 2001. № 5. С. 704–705.
108. Щепин В. В., Калюжный М. М., Щепин Р. В. Синтез производных 1a,7b-дигидро-1Н-циклопропа[c]хромена // Химия гетероциклических соединений. 2001. № 10. С. 1415–1416.
109. Щепин В. В., Корзун А. Е., Недугов А. Н., Сажнева Ю. Х.,Шуров С. Н. Синтез и реакция 6-ароил-3,3,5,5-тетраметил-2,3,5,6-тетрагидропиран-2,4-дионов с фенилгидразином // Журнал органической химии. 2002. Т. 38. Вып. 2. С. 269–272.
110. Щепин В. В., Фотин Д. В., Недугов А. Н., Фотин В. В., Шуров С. Н. Изучение реакции алкиловых эфиров 2-бромзамещенных алкиновых кислот с цинком и арилглиоксалями // Журнал органической химии. 2002. Т. 38. Вып. 2. С. 278–280.
111. Щепин В. В., Ефремов Д. И., Щепин Р. В. Оценка относительной стабильности цинкорганических интермедиатов по данным квантово-химического метода МПДП // Химический журнал уральских университетов. Пермь, 2002. Т. 3. С. 135–139.
112. Щепин В. В., Горшков И. Ю., Литвинов Д. Н. Изучение реакции цинк-енолятов с хлорацилами методом МПДП // Химический журнал уральских университетов. Пермь, 2002. Т. 3. С. 129–135.
113. Щепин В. В., Фотин Д. В. Синтез замещенных 4а,10b-дигидро-1Н-хромено[3,4-c]пиридин-2,4,5-трионов реакцией Реформатского // Химия гетероциклических соединений. 2002. № 11. С. 1618.
114. Щепин В. В., Русских Н. Ю., Сажнева Ю. Х. Неожиданное O-алкилирование натрий-енолятов, полученных из 6-арил-3,5,5-триметил-2,3,5,6-тетрагидропиран-2,4-дионов, 1-арил-2-бромалканонами // Химия гетероциклических соединений. 2003. № 2. С. 300.

См. также подборку публикаций В. В. Щепина на ресурсе "Карта российской науки"  (недоступная ссылка).

## Избранные патенты
- ββ-Дихлор -фторацетоксистирол, обладающий ратицидной активностью.
- Ди-/ -алкилкарбалкоксивиниловые/-эфиры дикарбоновых кислот, проявляющие анальгетическую активность и способ их получения.
- Изоамил(2, 2-дихлорвинил)формаль, обладающий противовоспалительной активностью.
- Способ получения @ -алкоксиметил- @ -( @ , @ -дихлорвинил)- ацетоуксусного эфира или @ -алкоксиметил- @ -( @ , @ - дихлорвинил)-ацетилацетона.
- Способ получения @ , @ -разветвленных @ -кетоэфиров.
- Способ получения 1-алкоксивиниловых эфиров карбоновых кислот (1986).
- Способ получения 1-фенил-2,2-дихлор-3-алкоксипропанонов.
- Способ получения 2,2-диметил-3-оксоалканалей.
- Способ получения 4,4-дихлор-2-метил-1-ацилокси-1,3- бутадиенов.
- Способ получения диалкиловых эфиров 2-(2, 2-дихлорвинил) малоновой кислоты.
- Способ получения диметилового эфира @ , @ , @ ,-тетраметил- @ -формилоксиглутаровой кислоты.
- Способ получения , -дихлор-виниловых эфиров карбоновых кислот.
- Способ получения хлорсодержащих альдегидов.